# Ampelaster
Ampelaster es un género monotípico de plantas herbáceas, perteneciente a la familia Asteraceae. Su única especie: Ampelaster carolinianus (Walter) G.L.Nesom,  se encuentra en Norteamérica.

## Descripción
Esta es una hierba de hoja caduca con los tallos débiles, con un diámetro de 5-10 mm, las ramas dispuestas en ángulo recto. Las láminas de la hoja de 30-70 × 10-15 (-20) mm de longitud. Las lígulas con láminas de 9-15 (-20) x 1 - 1,6 mm y con un número cromosómico de 2 n = 18.

## Taxonomía
Ampelaster carolinianus fue descrita por (Walter) G.L.Nesom y publicado en Phytologia 77(3): 250. 1994[1995].
Sinonimia
- Aster carolinianus Walter basónimo
- Aster scandens J.Jacq. ex Spreng.
- Lasallea caroliniana (Walter) Semple & Brouillet
- Symphyotrichum carolinianum (Walter) Wunderlin & B.F.Hansen
- Virgulus carolinianus (Walter) Reveal & Keener[3]